# Seehof (Backnang)
Der Seehof ist ein Weiler und ein Ortsteil der Großen Kreisstadt Backnang im baden-württembergischen Rems-Murr-Kreis.

## Geographische Lage
Der Seehof mit seinem Dutzend Hausnummern, die sich auf zwei getrennte Siedlungsgruppen verteilen (Oberer und Unterer Seehof), deren südliche an den Bebauungsrand Backnangs grenzt, liegt etwa zwei Kilometer nordöstlich der Backnanger Stadtmitte am Westrand des Plattenwalds, eines ausgedehnten Wald- und Naherholungsgebietes. Naturräumlich gehört er zur Äußeren Backnanger Bucht, einem Unterraum des Neckarbeckens.

## Geschichte
Der Ortsname geht auf einen früh abgegangenen See zurück, von dem sich keine Reste erhalten haben. Am 13. Februar 1399 kaufte das Stift Backnang von den Brüdern Fritz und Wolf von Nippenburg, sowie Anna, Ehefrau des Ersteren, einen See zu Mazenhard im Backnanger Zehenten um 90 Goldgulden. Wahrscheinlich hat dieser See dem Seehof den Namen gegeben.

## Einwohnerentwicklung
- 1810: 8 Einwohner[3]
- 1828: 15[4]
- 1871: 29[5]